# 57 (số)
57 (năm mươi bảy) là một số tự nhiên ngay sau 56 và ngay trước 58.